# Pátka
Pátka é um município da Hungria, situado no condado de Fejér. Tem 40,38 km² de área e sua população em 2015 foi estimada em 1.662 habitantes.